# Enicospilus combustus
Enicospilus combustus är en stekelart som först beskrevs av Johann Ludwig Christian Gravenhorst 1829.  Enicospilus combustus ingår i släktet Enicospilus och familjen brokparasitsteklar. Inga underarter finns listade i Catalogue of Life.